# Sesamia calamistis
Espèce
Sesamia calamistis (le Foreur rose africain) est une espèce de lépidoptères (papillons) de la famille des Noctuidae, originaire de l'Afrique subsaharienne.
Ce papillon nocturne, dont la chenille se développe dans les tiges de diverses espèces de Poaceae (graminées) est en Afrique un ravageur important des cultures, notamment de maïs, de riz, de sorgho et de canne à sucre.

## Synonymes
- Sesamia mediastriga Bethune-Baker 1911
- Sesamia vuteria  sensu auct
- Chilo calamistis

## Distribution
L'aire de répartition de Sesamia calamistis comprend l'Afrique subsaharienne (de la Côte d'Ivoire à l'Érythrée et du Nigeria à l'Afrique du Sud), ainsi que Madagascar et certaines îles de l'océan Indien (Île Maurice, La Réunion, les Comores).